# Elizabeth (Luizjana)
Elizabeth – miasto w Stanach Zjednoczonych, w stanie Luizjana, w parafii Allen.